# Jaime Mota de Farias
Dom Jaime Mota de Farias (São Bento do Una, 12 de novembro de 1925 – Alagoinhas,12 de abril de 2021) foi um bispo católico brasileiro.

## Biografia
Recebeu a ordenação sacerdotal no dia 25 de agosto de 1957. Foi nomeado bispo auxiliar da Diocese de Nazaré no dia 21 de julho de 1982, sendo a sua sagração episcopal realizada em Garanhuns (Pernambuco) no dia 11 de setembro de 1982.
Foi depois nomeado bispo titular da Diocese de Alagoinhas de 1986 a 2002, tendo apresentado a sua renúncia ao Papa João Paulo II no dia 24 de abril de 2002.